# Saab 9-X
La Saab 9-X est un concept-car développé par le constructeur automobile suédois Saab, présenté le 11 septembre 2001 au salon automobile de Francfort (Allemagne).
L'idée principale consistait à élaborer un véhicule qui sache regrouper les qualités à la fois d'un coupé, d'un roadster, d'un break et d'un pick-up.

## Design
Une équipe de dix personnes, dirigée par le directeur du Département du Design Avancé de Saab Michael Mauer, est chargée de développer en partenariat avec le Centre de Conception Avancée de Saab (châssis et groupe propulseur) une automobile en acier-aluminium qui puisse combiner différentes configurations. Anthony Lo, designer en chef, parviendra à imaginer une 9-X entièrement modulable.

### Dessin
Le dessin extérieur se caractérise par une carrosserie lisse, une surface vitrée enveloppante avec un pare-brise panoramique très incliné et l'absence de poignées de porte. Le toit se compose de deux panneaux de verre teinté, placés l'un derrière l'autre, capables de coulisser l'un sur l'autre pour offrir une ouverture à l'avant ou à l'arrière. Pour une ouverture totale les panneaux se démontent et se rangent dans un insert, derrière les sièges arrière sans aucune perte de volume pour le coffre. L'arceau arrière est également escamotable, et les vitres s'abaissent dans les flancs, donnant au véhicule une configuration roadster.
Le dessin intérieur innove par des airbags incorporés aux piliers A, laissant au volant une liberté de forme. La cabine est éclairée en permanence par une lumière bleue et rouge diffusée à travers des fentes qui servent également d'ouïes d'air conditionné. Les quatre sièges baquet sont modulables, permettant d'agrandir le volume de chargement sur un plancher parfaitement plat. La longueur
disponible passe alors de 955 mm avec les sièges arrière rabattus, à 1 900 mm avec le siège passager avant rabattu ; ce qui configure le véhicule en break. Des points d'ancrages permettent de sécuriser le transport des objets qui glissent sur des rails rétractables pendant le chargement. Le déplacement inopiné du chargement est limité par une surface en silicone à fort coefficient de friction. Avec le toit ouvert, des objets comme une planche de surf, des vélos ou des skis peuvent se fixer à l'arceau. Une capacité de chargement supérieure est encore disponible en appuyant sur un bouton, une plate-forme télescopique glisse alors vers l'arrière sur 20 cm, avec possibilité de glisser des murs latéraux, donnant au véhicule une configuration pick-up. Enfin le hayon, vitre arrière baissée dans la porte, peut-être abaissé pour ouvrir plus d'espace. Il intègre sur son bord supérieur des feux arrière qui remplacent ceux de la coque alors masqués.
L'instrumentation perd sa matérialité pour s'afficher uniquement en numérique. Les commandes de console sont également simplifiées, avec une seule molette pour contrôler différents paramètres comme la climatisation ou la navigation GPS.

### Technologie
La Saab 9-X adopte une série d'innovations telles que l'utilisation de la fibre optique pour les feux avant, qui sont au nombre de huit et permettent plusieurs combinaisons d'éclairage. Les feux et clignotants arrière, eux, fonctionnent au néon. Les portes dénuées de poignées s'ouvrent avec une télécommande, et le moteur se démarre sur simple pression d'un bouton rouge situé entre les deux sièges avant.

## Motorisation[2]
Le moteur est un V6 haute performance géré par le boîtier Saab Trionic. Il transmet sa puissance via une boîte manuelle séquentielle à six rapports, sur une transmission intégrale entraînant des roues de 19 pouces.
- 3.0 V6 turbo - 300 ch (224 kW) - 24s - gestion Saab Trionic

Tout en aluminium, il possède quatre arbres à cames en tête et développe 300 ch dès 5 500 tr/min. Le couple atteint 410 N m dès 2 200 tr/min.

## Récompenses
Le véhicule a été élu Design Car of the Year 2001 par un jury de designers automobiles, à l'occasion des European Automotive Design Awards du salon automobile de Genève de 2002.